# Бакістаун (Меріленд)
Бакістаун (англ. Buckeystown) — переписна місцевість (CDP) в США, в окрузі Фредерік штату Меріленд. Населення — 1072 особи (2020).

## Географія
Бакістаун розташований за координатами 39°19′50″ пн. ш. 77°25′52″ зх. д. / 39.33056° пн. ш. 77.43111° зх. д. (39.330519, -77.431004).  За даними Бюро перепису населення США в 2010 році переписна місцевість мала площу 3,98 км², з яких 3,96 км² — суходіл та 0,02 км² — водойми.

## Демографія
Згідно з переписом 2010 року, у переписній місцевості мешкало 1019 осіб у 508 домогосподарствах у складі 246 родин. Густота населення становила 256 осіб/км².  Було 554 помешкання (139/км²).
Расовий склад населення:
| - 95,8 % — білих - 1,3 % — азіатів - 1,0 % — чорних або афроамериканців - 0,3 % — корінних американців |

До двох чи більше рас належало 1,4 %. Частка іспаномовних становила 2,7 % від усіх жителів.
За віковим діапазоном населення розподілялося таким чином: 15,4 % — особи молодші 18 років, 42,6 % — особи у віці 18—64 років, 42,0 % — особи у віці 65 років та старші. Медіана віку мешканця становила 57,8 року. На 100 осіб жіночої статі у переписній місцевості припадало 74,2 чоловіків;  на 100 жінок у віці від 18 років та старших — 70,0 чоловіків також старших 18 років.
Середній дохід на одне домашнє господарство  становив 92 595 доларів США (медіана — 83 205), а середній дохід на одну сім'ю — 114 803 долари (медіана — 112 500). За межею бідності перебувало 2,1 % осіб, у тому числі 0,0 % дітей у віці до 18 років та 5,2 % осіб у віці 65 років та старших.
Цивільне працевлаштоване населення становило 377 осіб. Основні галузі зайнятості: роздрібна торгівля — 20,4 %, освіта, охорона здоров'я та соціальна допомога — 15,4 %, науковці, спеціалісти, менеджери — 12,2 %, мистецтво, розваги та відпочинок — 11,9 %.